# 克里韋奧澤羅區

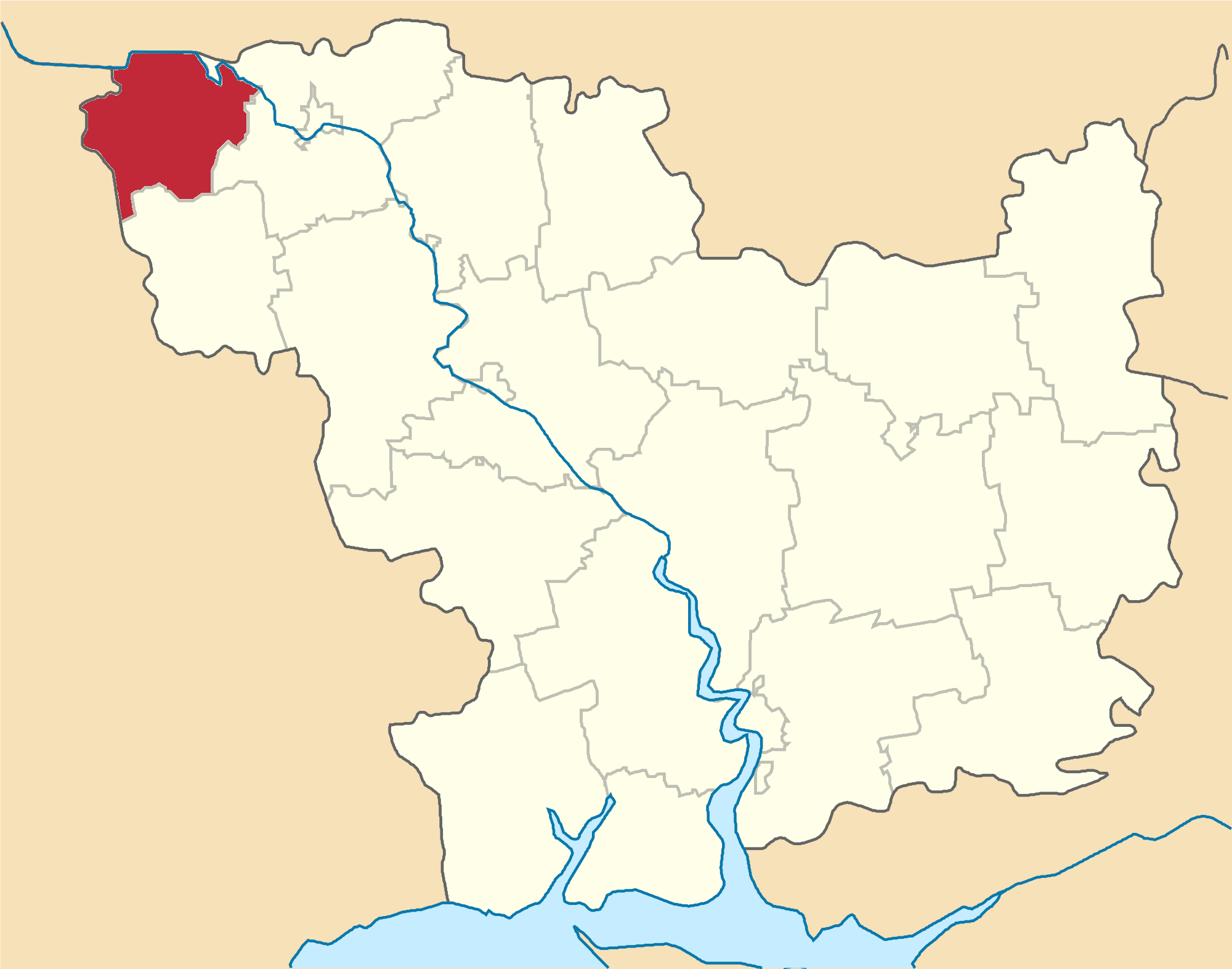
克里韋奧澤羅區在尼古拉耶夫州的位置

克里韋奧澤羅區（烏克蘭語：Кривоозерський район），曾是烏克蘭南部尼古拉耶夫州的一個區，行政中心設於克里韋奧澤羅，面積814平方公里，2013年人口25,344，人口密度每平方公里31.14人。
该区在2020年乌克兰行政区划改革中撤销，其范围并入五一城區。